# Sigourney Bandjar
Sigourney Bandjar (* 18. August 1984 in Paramaribo) ist ein surinamisch-niederländischer Fußballspieler, der auf der Position des Verteidigers spielt.